# Hermitage (Flémalle-Haute)
De Hermitage is een gebouwencomplex te Flémalle-Haute, in de Belgische gemeente Flémalle, gelegen aan de Rue de l'Hermitage 16.
Op deze plaats vestigden zich in 1304 de Hospitaalridders. In de 16e eeuw werd het complex door oorlogsgeweld vernield en in 1566 werden het bezit verkocht aan de plaatselijke wereldlijke heer.
De huidige gebouwen stammen van einde 17e eeuw en zijn opgetrokken in baksteen en kalksteen. Eén der gebouwen toont het jaartal 1670. De gebouwen zijn driezijdig gegroepeerd rondom een vierzijdige binnenplaats en er is momenteel een school in gevestigd.